# Мулинето (Терамо)
Мулинето (итал. Mulinetto) је насеље у Италији у округу Терамо, региону Абруцо.
Према процени из 2011. у насељу је живело 104 становника. Насеље се налази на надморској висини од 47 м.